# Fuscolachnum inopinatum
Fuscolachnum inopinatum är en svampart som först beskrevs av Wilhelm Kirschstein, och fick sitt nu gällande namn av J.H. Haines 1989. Fuscolachnum inopinatum ingår i släktet Fuscolachnum och familjen Hyaloscyphaceae.  Arten är reproducerande i Sverige. Inga underarter finns listade i Catalogue of Life.